# Никола Јовановић (кошаркаш)
Никола Јовановић (Београд, 6. јануар 1994) српски је кошаркаш. Игра на позицијама крилног центра и центра.

## Биографија
Јовановић је прошао млађе селекције Црвене звезде, а провео је и једну годину у Партизану пре него што је 2012. отишао у САД на даље усавршавање. Прво је провео годину у средњој школи „Арлингтон кантри деј” за коју је у проеку имао 15 поена и 12 скокова. Након тога одлази на познати универзитет Јужна Калифорнија где наступа за Тројансе три године. Прве године је имао 8 поена и 4,4 скока у просеку, друге 12,3 поена и 7 скокова, а треће 12,1 поен и 7 скокова.
Након треће године пријавио се на НБА драфт на којем није прошао, па је своју шансу у НБА лиги тражио преко летње лиге, где је прво наступао за Детроит, па онда за Лос Анђелес лејкерсе. Будући да се није успео наметнути и изборити уговор са неким НБА тимом, крајем октобра 2016. је потписао за филијалу Детроита (Гранд рапидс драјв) за коју је играо све до марта када је трејдован у филијалу Никса (Вестчестер никси). Иначе, у развојној лиги је у просеку бележио 9,2 поена и 6,6 скокова за 17 минута у просеку.
Јовановић је 29. јула 2017. потписао трогодишњи уговор са Црвеном звездом. Са црвено-белима је у сезони 2017/18. освојио Суперлигу Србије. У августу 2018. је прослеђен на једногодишњу позајмицу у Аквила баскет Тренто. Сезону 2019/20. је провео у Црвеној звезди, а у августу 2020. је потписао једногодишњи уговор са Игокеом. Са Игокеом је освојио Куп Босне и Херцеговине за 2021. годину. У септембру 2021. је потписао уговор са руском екипом Нижњи Новгород. У руском клубу је био до децембра исте године када је уговор раскинут. Вратио се у Нижњи Новгород у сезони 2022/23. У фебруару 2023. потписао је за белгијски Остенде. У октобру исте године прешао је у Антверп џајантсе.

## Успеси

### Клупски
- Црвена звезда:
  - Првенство Србије (1): 2017/18.
- Игокеа:
  - Куп Босне и Херцеговине (1): 2021.